# Експлеренти

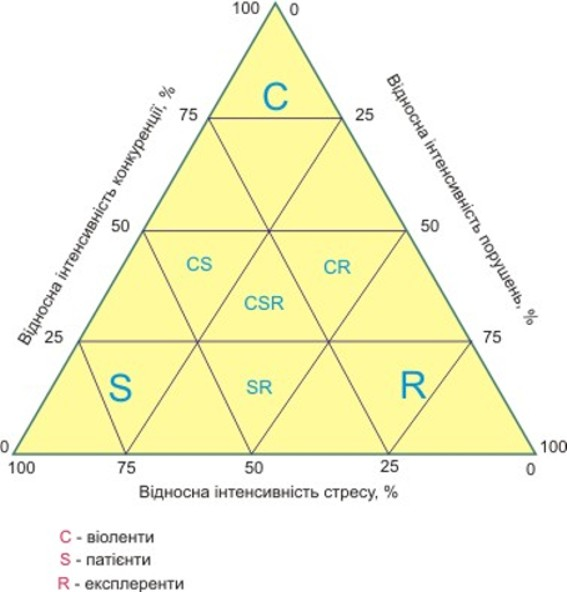
Трикутник Грайма

Експлеренти, за класифікацією Л. Г. Раменського, — рудерали, «шакали», тип R (від англ. Ruderis — бур'яни) — - ці організми також пов'язані з місцеперебуваннями, багатими на ресурси і заміщають віолентів при сильних порушеннях. Крім того, вони можуть використовувати «вільні» ресурси у стабільних місцепроживаннях у період, коли ресурси виявляються тимчасово незатребуваними іншими видами. У експлерентів реалізована ніша наближається до нуля, через те, що вони слабкі  конкуренти і можуть існувати тільки за умови, що більш сильні види відсутні (зазвичай це і буває причиною розростання експлерентів на місцях порушень).
Більшість рослин-експлерентів — однорічники (рідше — дворічники), що утворюють велику кількість насіння (тобто види-«пролетарі» в термінології Макліода або r-стратеги за МакАртуром і Вілсоном). Вони здатні формувати банк насіння в ґрунті (наприклад, види родів полин, лобода, будяк) або мають пристосування для розповсюдження плодів і насіння: летючки — у анемохорних видів (кульбаба, осот), причепки — у епізоохорних видів (липучка, репійничок, лопух). Величина банку насіння однорічників з числа сегетальних (польових) бур'янів може досягати 1 млрд шт. на 1 га (для порівняння — норма висіву насіння пшениці становить 6 млн зернівок на 1 га).
Таким чином, рослини-рудерали першими починають відновлювати рослинність при порушеннях: насіння одних видів вже є в ґрунтовому банку, насіння інших швидко доставляється на місце порушення вітром або іншими агентами. Цю важливу для екосистем групу рослин можна порівняти з «ремонтною бригадою», яка, як живиця на поранену стовбурі сосни, заліковує завдані природі рани.
Як зазначалося, до експлерентів відносяться і види, які періодично дають спалахи великої кількості в стабільних біоценозах, що не зазнають порушень. Це відбувається у двох випадках:
1. При рясних ресурсах, коли тимчасово ослаблено конкурентний вплив з боку віолентів, які постійно присутні у спільнотах (весняні ефемероїди в лісах, які розвиваються до розпускання листя на деревах і активного росту видів трав'яного ярусу);
2. При постійно ослабленому режимі конкуренції і раптовому різкому збільшенні кількості ресурсів, які патієнти, що постійно присутні в угрупованні, не можуть освоїти.

У пустелі однорічники-ефемери після дощів за короткий період вегетації покривають поверхню ґрунту зеленим килимом.